# Aziz Deen-Conteh
Abdul Aziz Deen-Conteh, más conocido como Aziz Deen-Conteh (Bumpeh, Sierra Leona, 14 de enero de 1993), es un futbolista sierraleonés, aunque nacionalizado inglés. Se desempeña como lateral izquierdo o defensa central y actualmente se encuentra sin equipo. Su último club fue el Dover Athletic de la National League de Inglaterra.
Es internacional absoluto con la selección de Sierra Leona.

## Trayectoria
A los 13 años de edad, Aziz se unió a la Academia del Chelsea Football Club, siendo fichado del Waterloo FC. Luego de su llegada, Aziz fue rápidamente promovido al equipo Sub-16, en el que se desempeñó tanto de lateral izquierdo, como de extremo e incluso de delantero centro.
En 2008, durante la pretemporada, Aziz fue probado en el equipo juvenil, con el cual debutó en la Cobham Cup. Su desempeño fue tal que en la temporada 2008-09 fue promovido al equipo juvenil, con el que logró disputar 6 partidos, además de haber anotado un gol.
En la temporada 2009-10, Aziz tuvo un comienzo lento, ya que no fue utilizado como titular en los 10 primeros partidos de la temporada, sino que se desempeñó como sustituto. Con Billy Knott como el lateral izquierdo titular, Aziz logró desempeñarse como defensa central durante la FA Youth Cup, debido a que Jeffrey Bruma y Rohan Ince se encontraban lesionados. A pesar de su corta estatura, logró desempeñar una fuerte alianza defensiva con Daniel Pappoe, tanto en la liga como en la FA Youth Cup, siendo parte fundamental en la obtención de este último.
En septiembre de 2010, Aziz fue inscrito en la Lista B de la plantilla que disputó la Liga de Campeones, utilizando el dorsal #49.

## Selección nacional
Aziz ha sido internacional con la Selección de Inglaterra Sub-16, Sub-17 y Sub-19. Con la Sub-16, Aziz se proclamó campeón de la Victory Shield en 2009.
Es internacional absoluto con la selección de Sierra Leona y su debut fue ante Malawi.

## Clubes
| Club                    | País       | Año       |
| ----------------------- | ---------- | --------- |
| Chelsea FC (inferiores) | Inglaterra | 2006-2013 |
| Ergotelis FC            | Grecia     | 2013-2014 |
| Port Vale FC            | Inglaterra | 2014-2016 |
| Boston United           | Inglaterra | 2015      |
| Zaria Bălți             | Moldavia   | 2016      |
| Zugdidi                 | Georgia    | 2016      |
| Dover Athletic          | Inglaterra | 2017-2018 |